# Žatecko-lounský svaz
Žatecko-lounský svaz či lounsko-žatecký svaz byl uskupením husitských měst a šlechty působící od dvacátých do konce třicátých let 15. století v severozápadních Čechách. Odtud též pochází jeho označení Severočeský husitský svaz. Nejvýznamnější osobností žatecko-lounského svazu byl bezesporu šlechtic Jakoubek z Vřesovic, s nímž je spojeno mocenské posílení severočeského bratrstva. Tento šlechtic však stál i u potlačení politické moci svazu, když jeho vojska po vzájemných sporech a rozchodu porazil v roce 1438 v bitvě u Želenic. Centry svazu byla města Žatec a Louny.

## Historie

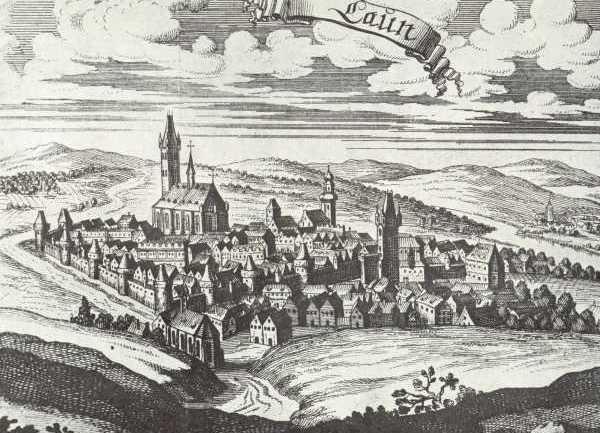
Město Louny okolo roku 1500 na dobové kresbě Gabriela Bodenehra

### Počátky husitství v severozápadních Čechách a založení svazu
Po upálení mistra Jana Husa 6. července 1415 došlo k prudkému rozšíření husitského hnutí. To tehdy silně zasáhlo i severozápadní Čechy. V oblasti probíhaly poutě na hory a města Žatec, Louny a Slaný byla vedle Plzně a Klatov označena za tři z pěti vyvolených měst, která budou ušetřena před přicházející apokalypsou. Žatec byl chiliasty nazván městem Slunce, Louny městem měsíce a Slaný městem hvězdy, načež se do nich začali stahovat venkovští husité a význam těchto sídel pro husitské hnutí velmi vzrostl. V Kolešově na Rakovnicku a v Třebívlicích na Litoměřicku též vystupoval chiliastický myslitel Zikmund Řepanský.
Moci ve městech se zde husitští radní chopili převraty. Ty následovaly po zradikalizování situace v zemi po pražské defenestraci a smrti krále Václava IV. v srpnu roku 1419. Do této doby je také datována první organizace městského svazu mezi Louny a Žatcem.

### Rok 1420

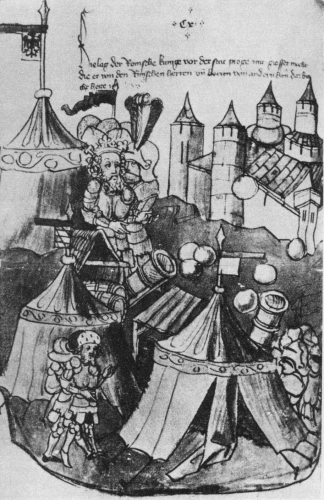
Římský a uherský král Zikmund Lucemburský obléhající se svým vojskem Prahu v roce 1420

Křížové tažení do Čech vyhlásil v březnu 1420 ve slezské Vratislavi papežský nuncius Fernand. Do čela výpravy se postavil římský a uherský král Zikmund, který si po smrti svého nevlastního bratra činil legitimní nárok na českou korunu. Zikmund vtáhnul v čele křižáckých vojsk koncem dubna přes Kladsko do východních Čech. Obsadil Hradec Králové, vtáhnul do Kutné Hory a zamířil k Praze.
Husité z Žatce, Loun i Slaného tehdy vyslyšeli volání Pražanů o pomoc a do hlavního města vyslali své vojenské kontingenty vedené hejtmany Petrem Obrovcem a Závišem Bradatým a knězem Petrem Špičkou. Severočeské oddíly posílily Prahu před jejím rozhodujícím střetem, podobně jako síly z východních a jižních Čech. Díky tomuto oslabení městských posádek však byly husitské síly v severozápadních Čechách zatlačeny do hluboké defenzívy. V Lounech došlo k převratu, moci na radnici se opět chopili katolíci a vpustili do města Zikmundovy oddíly. Slaný byl v květnu dobyt vojskem katolického pána Viléma Zajíce z Hazmburka a Žatec se musel až do konce října bránit útokům místní katolické šlechty.
Po odražení křižáckého pokusu o obsazení Vítkovského vrchu, se Zikmundovo tažení zcela rozklížilo a katolická vojska se v červenci sama začala rozcházet. Zklamaný Zikmund Lucemburský se 28. července nechal na Pražském hradě korunovat českým králem, 30. července výpravu oficiálně ukončil, opustil Prahu a zamířil se zbytkem vojska do Kutné Hory.
Severočeští husité mohli po porážce a ústupu Zikmundova vojska ze země znovu převzít ztracenou iniciativu. V říjnu 1420 byl Žateckými definitivně odražen pokus katolické šlechty vedené Mikulášem Chudým z Lobkovic a měst Chomutova a Mostu o dobytí jejich města.

### Mezi Táborským a Pražským svazem
Na jaře roku 1421 směřovala spojená ofenzíva táboritů a Pražanů vedená Janem Žižkou právě do severozápadních Čech. Husitské vojsko protáhlo Poohřím a v březnu zde dobylo Chomutov, Kadaň, Louny i Slaný. Tato města tehdy i s Žižkovým svolením připadla pod křídla pražského svazu. Mezi lety 1421 a 1423 prameny hovoří o žatecko-lounském svazu a rovněž jeho vojsku, ačkoliv Žatec inklinoval k Žižkovu Táboru a Louny zůstávaly členem pražského městského svazu. Mezi Pražany a Žižkou začaly narůstat rozpory, které na čas odsunula do pozadí intervenční vojska druhé křížové výpravy. Ta vtrhla do země 28. srpna po debaklu Pražanů u Mostu 5. srpna 1421, kterého se účastnily i jednotky žatecko-lounského svazu.

#### Druhá křížová výprava

Zobrazení opevněného Žatce okolo roku 1600

Druhé křížové tažení proti českým kacířům vycházelo především z iniciativy porýnských kurfiřtů, kteří ostře kritizovali vedení první výpravy a především pak krále Zikmunda. Křižácké sbory vedené rýnským falckrabětem Ludvíkem a arcibiskupy z Mohuče, Trevíru a Kolína nad Rýnem při postupu znovu obsadily Chomutov, Žlutice, Mašťov či Kadaň a blížily se k Žatci. Za jeho hradby se před drancujícím vojskem skrylo mnoho uprchlíků z okolí. Obležené město se dobyvatelům udatně bránilo a katolický tábor brzy zastihly problémy se zásobováním. Rozklad morálky oblehatelů ilustruje závěr celého tažení, které se rozpadlo po neshodách ve vrchním velení a panice ze zpráv o blížícím se husitském vojsku. Po 2. říjnu se tak neúspěšní křižáci začali urychleně stahovat zpátky k hranicím.
V druhé polovině listopadu podpořili Žatečtí Jana Žižku, který se se svým vojskem stahoval před katolickými silami Plzeňského landfrýdu po bitvě u Žlutic ze západních Čech.
Definitivní nezdar druhé křížové výpravy přišel na přelomu roku, kdy spojené husitské svazy vedené Janem Žižkou porazily a obrátily na ústup východní křídlo kruciáty v bitvě u Kutné Hory.

#### Válka Žižky s Prahou
Po zažehnání nebezpečí hrozícího ze zahraničí se husitské frakce pustily do nového kola vzájemných mocenských bojů. Rok 1423 přinesl vyostření sporů mezi Pražským svazem v čele s litevským knížetem Zikmundem Korybutovičem a Žižkovým táborsko-orebským mocenským uskupením. Rozhodujícím střetem mezi oběma stranami se stane 7. června bitva u Malešova, v níž Žižka své soupeře drtivě porazil.
Po tomto vítězství nad Svatohavelskou koalicí se Žižka přesunul do severozápadních Čech. Zde patrně tehdy zbavil město Louny pražské nadvlády a dopomohl k moci v městské radě radikální straně sympatizující s Táborem, orebity a sousedním Žatcem. Spolu s Žateckými, Lounskými a Klatovskými se slepý hejtman vypravil v září k hlavnímu městu, kde dochází k usmíření Žižky s Pražany.
Další spolupráce husitů ze severozápadních Čech s tábority přinesla svazu ovoce na jaře roku 1425, kdy jsou dobyta města Slaný a Roudnice. Slaný, ač nominálně táborský, byl tehdy zřejmě připojen k sílícímu žatecko-lounskému svazu. V září toho roku pak severočeští husité nakrátko dobývají Duchcov. V té době je poprvé v souvislosti s žatecko-lounským svazem jmenován jeho pozdější velitel Jakoubek z Vřesovic, který uspíšil přiklonění svazu k radikálnímu táborsko-sirotčímu uskupení.

### Pod vlivem Jakoubka z Vřesovic

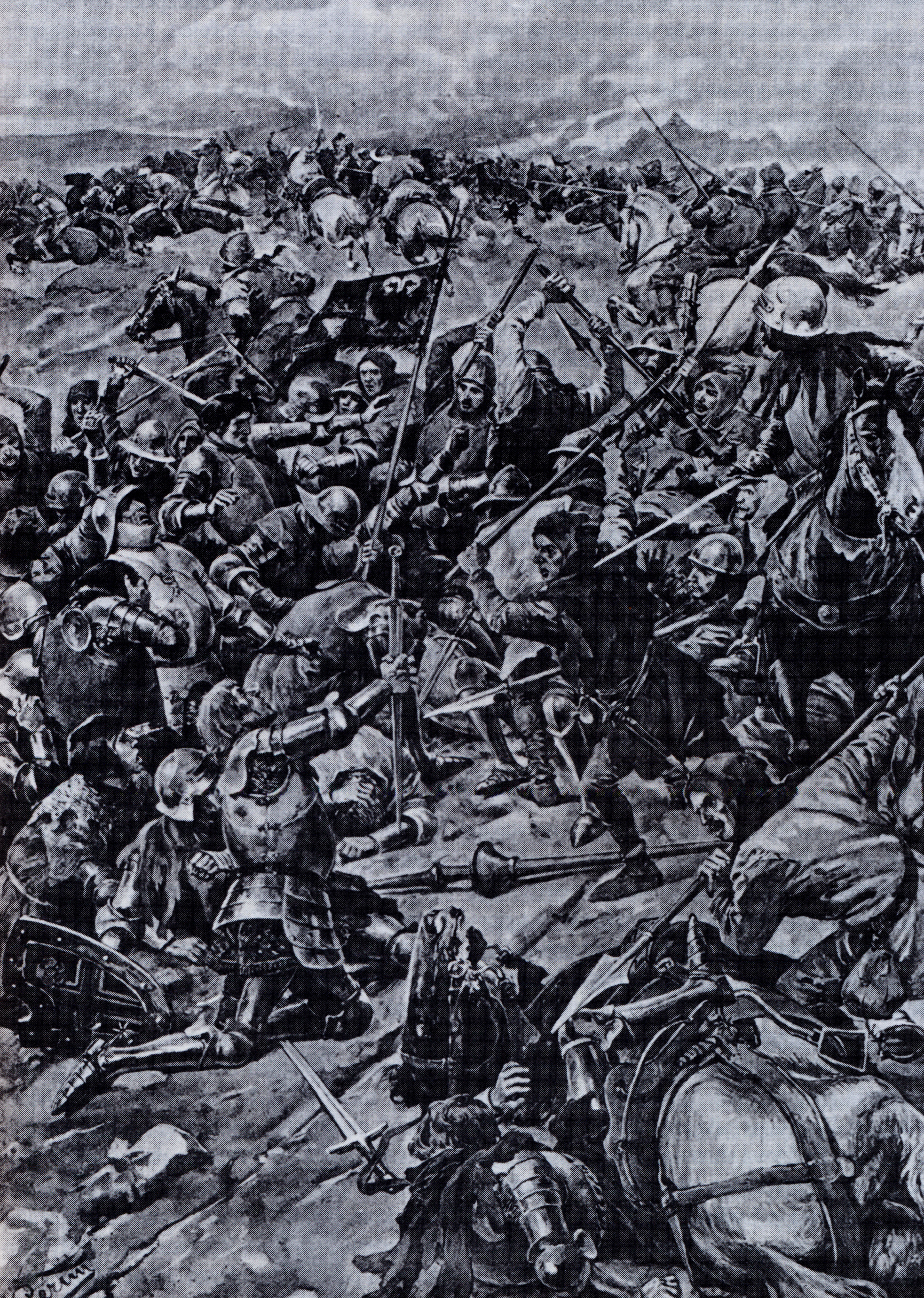
Bitva u Ústí nad Labem z 16. června 1426, která předznamenala výrazné posílení pozic šlechtice Jakoubka z Vřesovic v severních Čechách

Bývalý táborský hejtman pocházející z jižní Moravy, jemuž husitské války přinesly ohromné majetky v severovýchodních Čechách, se v letech 1425 až 1426 postupně prosazuje do čela žatecko-lounského svazu. Za oficiální počátek jeho dominance ve vedení svazu bývá označována bitva u Ústí nad Labem z 16. června, po níž získal do svého držení dobytá města Ústí nad Labem, Teplice a Duchcov. V dubnu 1427 dobyl za pomoci Žatce a Loun město Žlutice, které však husité záhy vyklidili před postupující křížovou výpravou. Po její porážce u Tachova Jakoubek opětovně dobyl Žlutice, k nimž přidal i hrad Andělskou horu. Na přelomu dvacátých a třicátých let 15. století je patrný Jakoubkův odklon od pozic radikálních svazů táborů a sirotků. Zbohatlý šlechtic stále častěji jednal se zástupci domácí katolické opozice a zjevně si zabezpečoval svou budoucnost. Při ohrožení země v létě 1431, kdy do Čech vtrhla vojska čtvrté kruciáty, stály oddíly Žatce a Loun na straně spojených husitských vojsk a účastnily se bitvy u Domažlic. Vojska svazu se na straně radikálů účastnila i neúspěšného obléhání katolické Plzně, avšak k rozhodujícímu střetnutí u Lipan 30. května 1434 dorazila jen jejich malá část. Jakoubek z Vřesovic nechtěl v bitvě riskovat vše, co do té chvíle získal, a raději své vojsko zaměstnal obléháním hradu Kostomlaty. Byl sice od obléhaného hradu vylákán vojsky plzeňského landfrýdu, Aleše Holického ze Šternberka a karlštejnskou posádkou a střetl se s nimi v bitvě u Řevničova, ve které byl poražen. Přesto se vrátil ke Kostomlatům, které nakonec dobyl. Po skončení husitské revoluce hrad formálně koupil od dědiců, a tak svou držbu legalizoval.
Města Žatec, Louny, Litoměřice a Slaný, která se v červenci 1434 přihlásila k podřízenosti novému zemskému správci Aleši Vřešťovskému z Rýzmburka, se začala odcizovat Jakoubkovi, který od roku 1436 z osobních zájmů otevřeně přešel na stranu císaře Zikmunda Lucemburského, který mu na oplátku nechal přiznat za válek získaná města Chomutov, kláštery v Teplicích Toužimi, Strahově a městečka Ploskovice či Pátek a jmenoval jej krajským hejtmanem. Definitivní rozkol mezi městy severočeského svazu a Jakoubkem z Vřesovic nastal v roce 1437, kdy se vojska Žatce a Loun podporující polskou kandidaturu na trůn postavila proti silám svého bývalého vůdce, který stál na straně Zikmundova zetě, Albrechta Habsburského. Žatecko-lounská vojska byla Jakoubkem drtivě poražena 23. srpna 1438 v bitvě u Želenic. Po bitvě, která znamenala konec samostatné politické role svazu, se Jakoubek dokonce pokusil dobýt město Louny, avšak byl i díky pomoci tábority Bedřicha ze Strážnice odražen. Příměří bylo uzavřeno teprve na počátku roku 1439 a o rok později byly ustanoveny krajské landfrýdy žatecký a litoměřický.

## Organizace svazu
Žatecko-lounský svaz jde z hlediska organizace vnitřní struktury označit za tradiční husitský svaz, kde nedošlo k vytvoření žádných společných orgánů. Je možné vysledovat dvojkolejnost svazu jak na úrovni městské a šlechtické, kdy proti sobě víceméně od roku 1426 stála města a vliv Jakoubka z Vřesovic, tak na přímém soupeření center svazu Žatce a Loun.

## Města ovládaná žatecko-lounským svazem
Žatec • Louny • Slaný • Chomutov • Teplice • Bílina • Duchcov • Litoměřice • Žlutice

## Šlechta na straně žatecko-lounského svazu
Jakoubek z Vřesovic • Petr Obrovec • Záviš Bradatý • Zikmund Řepanský z Řepan • Zikmund Děčínský z Vartenberka • Aleš Holický ze Šternberka • Fridrich z Kolovrat na Libštejně • Matyáš Louda z Chlumčan